# Corynebacterium pseudodiphtheriticum
Corynebacterium pseudodiphtheriticum — нелипофильные неферментативные грамположительные аэробные или факультативно-анаэробные бациллы, повсеместно обнаруживаемые в воде, пище и почве, а также являющиеся частью нормальной микрофлоры верхних дыхательных путей и кожи человека. Продуцируют уреазу и восстанавливают нитраты до нитритов. Оптимальной температурой для роста является  37 °C, при температуре ниже 20 °C рост не наблюдается. При инкубации при 37 °C после 48 часов образуют негемолитические белые колонии размером 1—2 мм с ровными краями.
Исторически недифтерийные коринобактерии считались не имеющими какой-либо клинической значимости контаминантами, однако накапливаются свидетельства того, что они могут быть патогенными и, в частности, могут оказаться причиной больничных инфекций у госпитализированных больных и у людей с нарушениями работы иммунной системы. C. pseudodiphtheriticum для человека обычно являются безвредными комменсалами, однако могут оказаться и оппортунистическими патогенами, способными вызвать инфекцию у ВИЧ-инфицированных людей и людей с сопутствующими заболеваниями. Известны случаи, в которых C. pseudodiphtheriticum являлась причиной внебольничной пневмонии, септического артрита, эндокардита и кожных инфекций. У пациентов с подавленной иммунной системой бактерия может вызывать экссудативный фарингит, бронхит, бронхиолит, некротический трахеит, трахеобронхит, пневмонию и абсцесс лёгких.
C. pseudodiphtheriticum обычно чувствительны к β-лактамам, ванкомицину, и аминогликозидам, но устойчивы к эритрамицину, клиндамицину, тетрациклину и хенолонам. При инфекциях мультирезистивные штаммы (резистивные как минимум к 10 антибиотикам) обнаруживаются в моче, хирургических ранах, нижних дыхательных путях, наконечниках катетеров и перитонеальной жидкости.
C. pseudodiphtheriticum является конкурирующим по отношению к золотистому стафилококку видом за колонизацию носа. Существуют исследования, показывающие, что инокуляцию C. pseudodiphtheriticum сводит на нет или снижает колонизацию полости носа золотистым стафилококком. Предполагается также, что C. pseudodiphtheriticum может служить в роли назального пробиотика для модулирования врождённого иммунного ответа против РСВ-инфекции и вторичной пневмококковой пневмонии. Однако перед предложением данной бактерии для использования в роли пробиотика необходимы детализированные исследований свойств бактерии и её безопасности.

## Общие сведения
Corynebacterium pseudodiphtheriticum, в отличие от Corynebacterium diphtheriae, являются комменсалами и не производят каких-либо токсинов. Патогенными данные бактерии становятся при наличии каких-либо предрасполагающих факторов — сопутствующих заболеваний или подавленной иммунной системы, при этом инфекция в основном ограничивается нижними дыхательными путями. В редких случаях C. pseudodiphtheriticum может вызывать экссудативный фарингит, мимикрирующий под дифтерию.

## История
Исторически бактерия была известна под разными именами. Согласно источнику 1963 года описана она была в 1887 год, будучи изолированной из горла, как похожая на дифтерийную бациллу, тогда она была обозначена как «pseudodiphtheria bacillus», а в 1899 году Lehmann и Neumann кратко описали её, назвав Corynebacterium pseudodiphtheriticum. По современным источникам годы присвоения наименований отличаются — 1886 для Bacillus pseudodiphtheriticus и 1896 для С. pseudodiphtheriticus. Известной под названием С. pseudodiphtheriticus бактерия стала с 1925 года.